# Chaetodon fasciatus
Chaetodon fasciatus là một loài cá biển thuộc chi Cá bướm (phân chi Rabdophorus) trong họ Cá bướm. Loài này được mô tả lần đầu tiên vào năm 1775.

## Từ nguyên
Tính từ định danh fasciatus trong tiếng Latinh có nghĩa là "có sọc", hàm ý không rõ, có lẽ đề cập đến các đường sọc chéo ở hai bên thân của loài cá này, hoặc cũng có thể là dải đen băng ngang mắt.

## Phạm vi phân bố và môi trường sống
C. fasciatus có phân bố giới hạn ở Biển Đỏ và vịnh Aden. Loài này phổ biến trên đới mào rạn của các rạn viền bờ ở độ sâu khoảng 2–25 m.

## Mô tả
C. fasciatus có chiều dài cơ thể lớn nhất được ghi nhận là 22 cm. Loài này có màu vàng kim, sẫm nâu hơn ở nửa thân trên. Hai bên thân có các sọc chéo màu nâu đỏ.
C. fasciatus có kiểu hình rất giống với loài Chaetodon lunula, là loài chị em gần nhất của chúng. Đầu có một dải đen băng ngang mắt như gấu mèo, ngay trên dải đen này là một dải trắng nằm ngang trán (dải trắng này không kéo dài xuống má như C. lunula). C. fasciatus không có dải đen hình lưỡi liềm đặc trưng ở sau đầu như C. lunula, thay vào đó là một vệt đen hình tam giác trên đỉnh đầu, và cũng không có đốm đen trên cuống đuôi như C. lunula.

## Sinh thái học

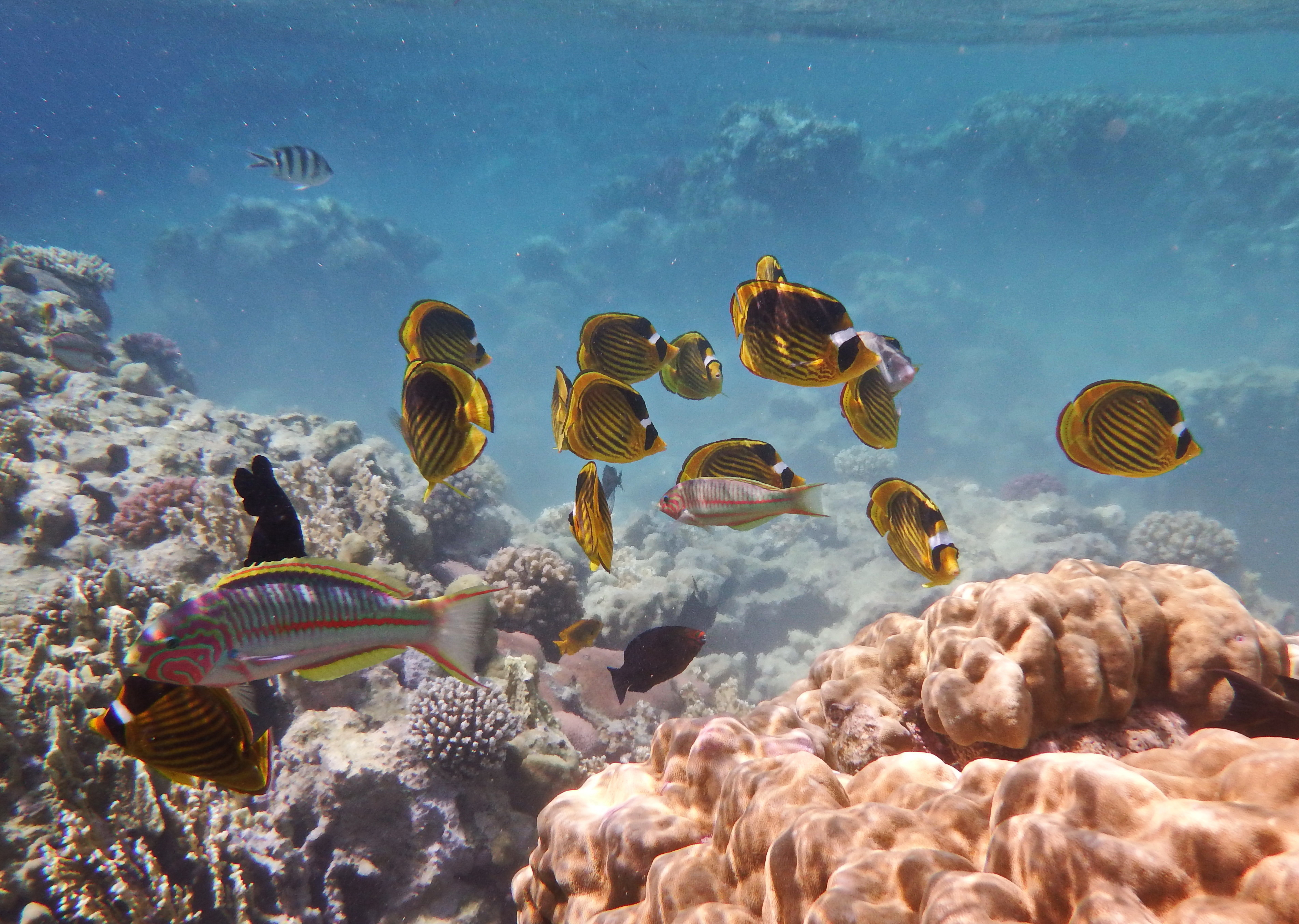
Một đàn C. fasciatus và cá bàng chài Thalassoma rueppellii

C. fasciatus là loài ăn tạp. Tuy cũng ăn các polyp san hô nhưng đây không phải thức ăn chủ yếu của chúng. Ngoài ra, C. fasciatus còn có thể ăn sứa Aurelia aurita và nhiều loài sứa lược khác. C. fasciatus chỉ xếp sau cá dìa Siganus rivulatus, một loài có tỉ lệ tấn công sứa cao nhất trong một nghiên cứu ở Biển Đỏ.
C. fasciatus thường sống đơn độc hoặc theo cặp, nhất là vào thời điểm sinh sản. Ở vịnh Aqaba, thời điểm sinh sản của C. austriacus diễn ra từ tháng 9 đến tháng 12.

## Phân loại học
Ngoài C. lunula, C. fasciatus còn hợp thành nhóm chị em với Chaetodon adiergastos và Chaetodon collare dựa theo kết quả phân tích phát sinh chủng loại phân tử.

## Lai tạp
Một cặp khác loài giữa C. lunula và C. fasciatus đã được quan sát ở vịnh Aden (thuộc vùng biển Yemen). Ngoài ra, cá thể mang kiểu màu trung gian giữa C. fasciatus và Chaetodon auriga cũng đã được bắt gặp trong tự nhiên.

## Thương mại
C. fasciatus đôi khi cũng được thu thập trong ngành thương mại cá cảnh, và chúng phát triển rất tốt trong điều kiện nuôi nhốt.